# ستايسي كينت
ستايسي كينت (بالإنجليزية: Stacey Kent)‏ هي مقدمة برامج إذاعية ومغنية أمريكية، ولدت في 27 مارس 1968 في أورانج الجنوبية ‏ في الولايات المتحدة.

## وصلات خارجية
- الموقع الرسمي
- ستايسي كينت على موقع IMDb (الإنجليزية)
- ستايسي كينت على موقع ميوزك برينز (الإنجليزية)
- ستايسي كينت على موقع أول ميوزيك (الإنجليزية)
- ستايسي كينت على موقع ديسكوغز (الإنجليزية)
- ستايسي كينت على موقع قاعدة بيانات الفيلم (الإنجليزية)